# Херсоновка (Біляєвський район)
Херсо́новка (рос. Херсоновка) — село у складі Біляєвського району Оренбурзької області, Росія.

## Населення
Населення — 344 особи (2010; 396 у 2002).
Національний склад (станом на 2002 рік):
- росіяни — 51 %
- казахи — 35 %